# Karl Drewke
Karl Drewke (* 27. April 1895 in Bromberg; † 3. Oktober 1960 in Soltau) war ein deutscher Politiker (SPD).
Drewke besuchte die Volksschule in Hannover und begann nach dem Abschluss eine Lehre zum Maschinenschlosser.
Er wurde Mitglied der SPD im Jahr 1909. Drewke war zwischen 1914 und 1918 Kriegsteilnehmer im Ersten Weltkrieg. Im Jahr 1919 legte er die Prüfung als Lokführer-Anwärter ab, wechselte später jedoch seinen Beruf und gründete ein Obst-, Gemüse- und Feinkostgeschäft in Soltau. Nach der Machtergreifung im Jahr 1933 wurde er für ca. neun Monate unter polizeiliche Aufsicht gestellt. Auch 1944 wurde er für kurze Zeit in Haft genommen.
Drewke war Mitglied des ernannten Hannoverschen Landtags vom 23. August 1946 bis 29. Oktober 1946.

## Quelle
- Barbara Simon: Abgeordnete in Niedersachsen 1946–1994. Biographisches Handbuch. Hrsg. vom Präsidenten des Niedersächsischen Landtages. Niedersächsischer Landtag, Hannover 1996, S. 79.

| Personendaten    | Personendaten                  |
| ---------------- | ------------------------------ |
| NAME             | Drewke, Karl                   |
| KURZBESCHREIBUNG | deutscher Politiker (SPD), MdL |
| GEBURTSDATUM     | 27. April 1895                 |
| GEBURTSORT       | Bromberg                       |
| STERBEDATUM      | 3. Oktober 1960                |
| STERBEORT        | Soltau                         |